# Carditida
Die Carditida sind eine Ordnung der Muscheln.

## Merkmale
Die gleichklappigen Gehäuse sind klein bis mittelgroß. Sie sind im Umriss gerundet-dreieckig, annähernd trapezoidal bis eiförmig. bei einigen Formen in das Hinterende verlängert und zugespitzt. Im Querschnitt sind sie herzförmig. Die deutlich nach vorn eingerollten (prosogyr) Wirbel sind oft stark aufgebläht. Die Gehäuse sind ungleichseitig, die Wirbel sitzen meist deutlich vor der Mittellinie. Die Schlossplatte ist meist sehr massiv. Das Schloss besteht aus zwei bis drei Hauptzähnen, auch ein bis zwei Seitenzähne können vorhanden sein. Das Ligament liegt meist extern hinter den Wirbeln auf gut entwickelten Nymphen. Bei einigen Arten ist ein inneres Resilium vorhanden. Die Schließmuskel sind entweder gleichförmig (bei byssaten Formen) oder der vordere Schließmuskel ist reduziert (bei nicht-byssaten Formen). Die Mantellinie ist nicht eingebuchtet.
Die aragonitische Schale ist meist dick, schwer und festschalig. Sie besteht aus einer äußeren Lage mit Kreuzlamellen und einer inneren Lage mit komplexen Kreuzlamellen. Die Gehäuse sind mit überwiegend radialen Elementen (Carditoidea) oder überwiegend mit randparallelen Elementen (Crassatelloidea) ornamentiert. Der Gehäuseinnenrand ist entsprechend gekerbt oder glatt.

## Geographische Verbreitung und Lebensraum
Die Ordnung ist weltweit verbreitet. Allerdings liegt der Schwerpunkt der Verbreitung in den wärmeren Meeren.
Die Arten leben meist flach eingegraben in schlammigen oder feinsandigen Sedimenten dicht unter der Sedimentoberfläche. Manche Gruppen bevorzugen auch schlammige Böden mit zahlreichen groben Komponenten. Arten mit stark ungleichseitigen Gehäusen und kräftigem Byssus sind an festes Substrat oder größere Komponenten im Sediment angeheftet. Die meisten Arten leben im flacheren Wasser.

## Taxonomie
Das Taxon wurde 1889 von William Healey Dall als Unterordnung Carditacea vorgeschlagen. Es ist nun allgemein akzeptiert.
- Carditida Dall, 1889
  - Carditoidea Férussac, 1822
    - Cardiniidae Zittel, 1881
    - Trapezmuscheln (Carditidae Férussac, 1822)
    - Condylocardiidae Bernard, 1896

  - Crassatelloidea Férussac, 1822
    - Astarten (Astartidae d’Orbigny, 1844 (1840))
      - Astartellinae Boyd & Newell, 1968
      - Astartinae d’Orbigny, 1844 (1840)
      - Eriphylinae Chavan, 1952
      - Holdhausiellinae Beurlen, 1954
      - Opinae Chavan, 1952
      - Pinzonellinae Beurlen, 1954
      - Trigonopinae Gardner & Campbell, 2002

    - Crassatellidae Férussac, 1822
      - Crassatellinae Férussac, 1822
      - Scambulinae Chavann, 1952
      - Oriocrassatellinae Boyd & Newell, 1968

    - Eodonidae Carter, D. C. Campbell & M. R. Campbell, 2000 †
    - Ptychomyidae Keen, 1969
    - Aenigmoconchidae Betekhtina, 1968 †
    - Myophoricardiidae Chavan, 1969 †
    - Archaeocardiidae Khalfin, 1940 †